# زنبق کرک‌وود
زنبق کرک‌وود (نام علمی: Iris kirkwoodiae) نام یک گونه از سرده زنبق است.